# Hartmann Schedel
Hartmann Schedel (13. februar 1440 i Nürnberg – 28. november 1514 smst.) var en tysk læge, humanist og historiker. Han var en af de første, der udnyttede muligheden for at udgive en trykt bog. 
Hans vigtigste værk blev den historisk-topografiske og rigt illustrerede verdenskrønike Nürnberg krøniken, også kendt som Schedelsche Weltchronik fra 1493. Værket, der er en inkunabel, blev udgivet både på tysk og latin.
Schedel studerede humaniora i Leipzig 1456-1462, men begyndte senere at læse medicin i Padova. Her læste han også oldgræsk hos Demetrios Khalkondydes. I 1466 erhvervede han doktorgraden i medicin. Han blev senere stadslæge i Nürnberg, men det var fortsat bøgerne og dermed humanioraen, der havde hans største interesse. Selv var han en stor bogsamler, og store dele af hans private bibliotek er bevaret. 